# تايلور أورباخ
تايلور أورباخ (بالإنجليزية: Taylor Auerbach)‏ هو صحفي أسترالي، ولد في 23 يوليو 1991. اشتُهر بعد أن أن أصبح فائز بالجائزة الكُبرى في برنامج من سيربح المليون؟ النسخة الأسترالية.